# Der Prinz Kobold
Der Prinz Kobold (Le Prince Lutin) ist ein Feenmärchen von Marie-Catherine d’Aulnoy und erschien 1698 in Les Contes des Fées.

## Inhalt
Prinz Wutentbrannt (Furibon) ist ein Scheusal, dagegen Leander (Léandre), seines Erziehers Sohn allseits beliebt. Gesandte halten einmal ersteren für Leanders Hofzwerg. Leander geht auf ein fernes Schloss, unterhält sich auch da gut. Er rettet eine Schlange vor dem Gärtner und hält sie im Zimmer. Wutentbrannt kommt mit Jagdgefolge, ihn zu töten. Leander rettet ihn noch vor einem Löwen und wehrt die Mörder ab. Die Schlange ist die Fee Freundlich. Zum Dank macht sie ihn zum Kobold. Ein roter Hut macht ihn unsichtbar. Eine Rose versorgt ihn mit Geld, eine zweite zeigt an, ob seine Geliebte treu ist, die dritte schützt ihn vor Krankheit. Er rächt sich an Wutentbrannt, nagelt ihm das Ohr an, als er grade lauscht, es wird abgerissen. Er stiehlt Blumen und lässt Wutentbrannt bei der Verfolgung stolpern. Auf seiner Reise verhindert er die Hochzeit eines Alten mit einer jungen Frau, die einen anderen liebt. Er umwirbt vergeblich eine Hofdame und stürzt ihren Geliebten vom Balkon. Er rettet ein Mädchen davor, gegen ihren Willen Vestalin zu werden, ein weiteres im Wald vor Männern, die Wutentbrannt schickte, weil er in das Bild ihrer Herrin verliebt ist. Diese lebt als Tochter einer Fee, die allen Männern abschwor, von Amazonen bewacht auf einer Insel. Er begibt sich als Kobold unsichtbar dorthin, spricht zu ihr mit Papageienstimme, isst mit ihrer Katze, malt sein Porträt, besorgt ihr elegante Kleider, lustige Affen, zeigt sich als Statue in ihrer Grotte. Wutentbrannt, naht mit großem Heer. Leander gibt ihm als Amazone verkleidet 30 Zimmer voll Gold für den Abzug. Der will ihn fangen. Leander bringt der Prinzessin seinen Kopf. Die Soldaten machen ihn zum König. Die Prinzessin sieht ihn morgens schlafen. Erbost will ihre Mutter sie fortnehmen. Die Fee Freundlich besänftigt sie. Die Insel kommt zu Leanders Reich.

## Bemerkungen
Der Name Leander bedeutet etwa „Mann des Volkes“, klingt aber auch nach „Löwe“ (lion). Ein Kobold ist ein Naturgeist, der hier die Eigenschaft hat, überall hinfliegen zu können. Der Herausgeber der Dausien-Ausgabe zählt Der Prinz Kobold mit Prinzessin Rosette, Der goldene Zweig, Das gute Mäuschen, Finette, Babiole, Der gelbe Zwerg zu den Märchen Aulnoys, die sich weiter von der Volksüberlieferung entfernen. Es lässt sich kaum einem Märchentyp der Volksüberlieferung zuordnen. Fernliebe durch ein Bild, ein Motiv aus Barockromanen, kommt bei Aulnoy, aber auch sonst in Märchen vor, etwa Musäus’ Der Schatzgräber, Grimms Der treue Johannes, Wolfs Der Hinkelhirt. Wie der Held hier durch Possen reißende Äffchen die Geliebte zum Lachen bringt, ähnelt Die goldene Gans, Der Geiger und seine drei Gesellen etc. Die Dienerin der Prinzessin erwähnt zum unsichtbaren Liebhaber Amor und Psyche.
James Planché brachte das Märchen wohl auf die Bühne.